# Ellenbeckia
Ellenbeckia is een geslacht van vlinders uit de familie pijlstaarten (Sphingidae).

## Soorten
- Ellenbeckia monospila Rothschild & Jordan, 1903